# Mario Schneider
Mario Schneider (* 5. Mai 1970 in Neindorf, Oschersleben) ist ein deutscher Regisseur, Autor, Filmkomponist und Fotograf, der unter anderem durch seine Arbeit als Dokumentarfilmer (vor allem durch die Filme der MansFeld-Trilogie sowie Akt) und sein umfangreiches filmmusikalisches Schaffen bekannt wurde.

## Leben
Mario Schneider wurde in Neindorf in der Magdeburger Börde geboren, er wuchs in Helbra im Mansfeldischen auf. Von 1986 bis 1989 absolvierte er eine Berufsausbildung zum Metallurgen für Hüttentechnik mit Abitur im Mansfeld-Kombinat.
Ab 1994 studierte er bis 1996 in Halle (Saale) zunächst Musikwissenschaften, Philosophie und Kunstgeschichte ohne Abschluss, gefolgt von einem Kompositions- und Klavierstudium an der Hochschule für Musik und Theater „Felix Mendelssohn Bartholdy“ in Leipzig 1994 bis 1997. 1998 ging Mario Schneider nach München, um dort einerseits ein Studium der Filmkomposition an der Musikhochschule aufzunehmen, andererseits seine Tätigkeit im Red Deer Studio und die Zusammenarbeit mit Harold Faltermeyer aufzunehmen. In dieser Zeit nahm der Künstler bereits größere Kompositionsaufträge wahr, so für die Serie Der König von St. Pauli sowie die bis heute andauernde Tätigkeit für Die Pfefferkörner.
Nach seinem Abschluss als Diplomfilmkomponist und seiner Rückkehr nach Halle gründete er die Filmproduktionsfirma 42film GmbH und begann als Dokumentarfilmer und Regisseur zu arbeiten. Mit einer Reihe Dokumentarfilmen errang Schneider dabei nationale und internationale Aufmerksamkeit. Insbesondere die Filme der MansFeld-Trilogie (2005, 2008 und 2013), der fiktionale Kurzfilm Das zweite Geschenk (2009) sowie Akt (2015) wurden weithin beachtet und liefen auf vielen Festivals im In- und Ausland. In Produktion befindet sich der Film Uta über Uta Pilling (die auch schon in Akt mitwirkte).
2014 erschien Schneiders erstes Buch, die Erzählsammlung Die Frau des schönen Mannes, als Print und Hörbuch im Mitteldeutschen Verlag. Dort wird im Frühling 2020 auch sein Bild-Text-Band Tourist mit Fotografien und drei Geschichten vorgelegt.
Mario Schneider ist Vater einer Tochter, er lebt in Halle. Seit 2019 ist er Mitglied der Akademie der Künste Sachsen-Anhalt.

## Filmografie als Regisseur
- Helbra, Kinodokumentarfilm, 70 min, 2005.
- Der letzte Gast, Dokumentarfilm, 65 min, 2007.
- Heinz und Fred, Kinodokumentarfilm, 80 min, koproduziert durch Arte und Mitteldeutscher Rundfunk, 2008.
- Das zweite Geschenk, Kurzfilm (fiktional), 15 min, 2009.
- MansFeld, Kinodokumentarfilm, 98 min, koproduziert durch den Mitteldeutschen Rundfunk, 2013.
- Akt, Kinodokumentarfilm, 100 min, koproduziert durch den Mitteldeutschen Rundfunk, 2015.
- Uta, Kinodokumentarfilm, 86 min, in Kooperation mit dem Mitteldeutschen Rundfunk, 2020.

## Filmmusik (Auswahl)
- Der König von St. Pauli (Deutschland), Regie: Dieter Wedel, TV-Serie (SAT.1), gemeinsam mit Harold Faltermeyer, 1998.
- Typisch Ed (Deutschland), Regie: Franz Peter Wirth, Kinderanimationsfilm (ZDF), 1999.
- Die Pfefferkörner (Deutschland), TV-Serie für Kinder (Norddeutscher Rundfunk), 1999–2024 – bisher 264 Folgen.[veraltet]
- Der Weihnachtswolf (Deutschland), Regie: Matthias Steurer (RTL), 2000.
- Der Mistkerl (Deutschland), Regie: Andrea Katzenberger, TV-Spielfilm für Kinder (ZDF), 2001.
- Mask under Mask (Deutschland), Regie: Markus Goller, Kinospielfilm, 2003.
- Die Hollies (Deutschland), Regie: Matthias Steurer, TV-Spielfilm für Kinder (KiKA), 2003.
- 4 gegen Z (Deutschland), Regie: Klaus Wirbitzky und Andrea Katzenberger, TV-Serie für Kinder, Norddeutscher Rundfunk (Studio Hamburg), 2005–2007, 41 Folgen.
- Unrequited Love (Großbritannien) Regie: Christopher Petit, Kinospielfilm, 2005.
- Krimi.de TV-Serie für Kinder (Norddeutscher Rundfunk/KiKA), 2005–2008.
- Klopka – Die Falle (Serbien/Frankreich/Ungarn/Deutschland), Regie: Srđan Golubović, Kinospielfilm, 2007.
- Heinz und Fred (Deutschland), Regie: Mario Schneider, Kinodokumentarfilm, gemeinsam mit Cornelius Renz, 2008.
- Das Orangenmädchen (Norwegen/Spanien/Deutschland), Regie: Eva Dahr, Kinospielfilm nach einer Geschichte von Jostein Gaarder, 2009.
- Belgrad Radio Taxi (Serbien/Deutschland), Regie: Srđan Kolević, Kinospielfilm, 2010.
- MansFeld (Deutschland), Regie: Mario Schneider, Kinodokumentarfilm, 2012.
- Circles, (Serbien/Deutschland), Regie: Srđan Golubović, Kinospielfilm, 2013.
- The Petrov File (Belgien/Frankreich/Deutschland), Kinospielfilm, Regie: Georgi Balabanov, 2015.
- Leopard, Seebär & Co. (Deutschland), Doku-Serie (Norddeutscher Rundfunk), seit 2016 – bisher mehr als 40 Folgen.
- Die Pfefferkörner und der Fluch des Schwarzen Königs (Deutschland), Regie: Christian Theede, Kinospielfilm, 2017.
- Tierärzte (Deutschland), Doku-Serie (ARD), 2018–2019, 30 Folgen.
- Vater – Otac (Serbien/Deutschland/Frankreich), Regie: Srđan Golubović, Kinospielfilm, 2019.
- Die Pfefferkörner und der Schatz der Tiefsee (Deutschland/Irland), Regie: Christian Theede, Kinospielfilm, 2020 (in Produktion).
- Správa, Slowakei, Tschechien, Deutschland 2021.

## Buchveröffentlichungen
- Die Frau des schönen Mannes, Erzählungen, Halle: Mitteldeutscher Verlag 2014.
- Die Frau des schönen Mannes, Hörbuch, gelesen von Udo Schenk, Halle: Mitteldeutscher Verlag 2014.
- Tourist, Fotografien, mit Texten von Maike Wetzel, Jule Reckow und Mario Schneider, Halle: Mitteldeutscher Verlag 2020.
- Die Paradiese von gestern. Mitteldeutscher Verlag, Halle 2022, ISBN 978-3-963-11614-8.

## Auszeichnungen
- 2007 Förderpreis der DEFA-Stiftung für Heinz und Fred, 50. Internationales Leipziger Festival für Dokumentar- und Animationsfilm.
- 2007 Prädikat „Besonders wertvoll“ der Filmbewertungsstelle für Heinz und Fred.
- 2008 Prädikat „Besonders wertvoll“ der Filmbewertungsstelle für Das zweite Geschenk.
- 2009 Friedrich-Wilhelm-Murnau-Kurzfilmpreis für Das zweite Geschenk.
- 2009 2. Preis Konstanzer Kurz.film.spiele für Das zweite Geschenk.
- 2009 Kurzfilm des Monats Dezember der Filmbewertungsstelle für Das zweite Geschenk.
- 2012 DEFA-Preis für einen herausragenden deutschen Dokumentarfilm des 55. Internationalen Leipziger Festivals für Dokumentar- und Animationsfilm für MansFeld.
- 2012 Prädikat „Besonders wertvoll“ der Filmbewertungsstelle für MansFeld.
- 2014 Kulturpreis Harz für MansFeld.
- 2015 Förderpreis zum Klopstock-Preis für neue Literatur des Landes Sachsen-Anhalt für Die Frau des schönen Mannes.
- 2018 Deutscher Filmmusikpreis für den besten Song im Film Die Pfefferkörner und der Fluch des schwarzen Königs.